# Enzo Giacchero
Enzo Giacchero (ur. 25 lutego 1912 w Turynie, zm. 26 marca 2000 tamże) – włoski polityk i inżynier, uczestnik II wojny światowej, deputowany krajowy, w latach 1952–1959 członek Wysokiej Władzy Europejskiej Wspólnoty Węgla i Stali.

## Życiorys
Pochodził z bogatej rodziny. Ukończył studia z inżynierii budownictwa na Politechnice Turyńskiej, został tam następnie nauczycielem akademickim. Podczas II wojny światowej początkowo działał jako inżynier kolejowy, następnie od 1942 służył w 185 Dywizji Spadochronowej „Folgore”. Podczas bitwy pod El Alamein w wyniku ran musiano amputować mu nogę (uzyskał wówczas odznaczenie i honorwy awans na kapitana). Od 1943 działał w ruchu oporu pod pseudonimem „Yanez” („Janez”), m.in. w ramach 6 autonomicznej dywizji alpejskiej Asti o zabarwieniu monarchicznym. Po wyzwoleniu w kwietniu 1945 mianowany przez Komitet Wyzwolenia Narodowego prefektem prowincji Asti, zajmował to stanowisko do lutego 1946.
W latach 1946–1952 członek Zgromadzenia Konstytucyjnego i następnie Izby Deputowanych z ramienia Chrześcijańskiej Demokracji, pełnił funkcję wiceprzewodniczącego Izby. Był jednocześnie oddelegowany do Parlamentu Europejskiego i Zgromadzenia Parlamentarnego Rady Europy (1949–1952). Od 10 sierpnia 1952 do 14 września 1959 należał do Wysokiej Władzy Europejskiej Wspólnoty Węgla i Stali, odpowiadając za prasę i informację, a następnie kwestie społeczne. Pomiędzy 1955 a 1960 kierował Unią Europejskich Federalistów (początkowo jako prezes honorowy, następnie prezydent). W kolejnych latach był prezesem spółki Satap zarządzającej autostradą i stowarzyszenia przemysłowego w Asti, a także szefem włoskiego związku sportowego skoków spadochronowych i sekretarzem komitetu organizującego Italia ’61. W połowie lat 70. zaangażowany w umiarkowany prąd Włoskiego Ruchu Społecznego, dążący do współpracy z chadekami. Objął funkcję honorowego przewodniczącego partii Narodowa Demokracja, bez powodzenia kandydował w wyborach w 1979, po których ta została rozwiązana. Następnie zakończył działalność polityczną.
Od 1952 był żonaty z Marią Teresą Ferrari, miał czworo dzieci.

## Odznaczenia
Odznaczony Orderem Zasługi Republiki Włoskiej I klasy (1965) i Srebrnym Medalem za Męstwo Wojskowe (1942).